# Ломегау
Ломегау (на латински: Pagus Lomacensis; comitatus Lomacensis; на немски: Lommegau; Lomme; на нидерландски: Lommegouw) е франкско графство (гау) по времето на Каролингите, територията на север от река Намюр. През 10 век то е обединено с Графство Намюр (pago Namurcensis) в днешната провинция Намюр в Южна Белгия.

## Графове в Ломегау
- 866 – сл. 875 Гизелберт, 841 граф в Маасгау, 866 граф в Ломегау (Регинариди); ∞ 846 отвлича и се жени за дъщеря на император Лотар I (Каролинги)
- Ерлеболд от Хугарден, 915 граф в Ломегау 915, X 921, ∞ за Алпаиса, дъщеря на френския крал Шарл III (Каролинги)
- 907 – 937 Беренгар от Намюр († ок. 946), от 908 г. граф в Ломегау, граф в Майфелд (Дом Намюр); ∞ за наследничката на Ломегау (comitatus Lomacensis), дъщеря на херцог Регинхар от Лотарингия († 915) и сестра на Гизелберт († 939) (Регинариди)
- 946 – 974 Роберт I от Намюр († 981), негов син, от 946 г. граф на Ломегау, женен за Ерменгарда от Лотарингия († 1012), дъщеря на херцог Ото от Лотарингия
- 981 – 1011 Алберт I от Намюр († пр. 1011), от ок. 973 г. граф на Намюр